# Triplophysa chondrostoma
Triplophysa chondrostoma är en fiskart som först beskrevs av Herzenstein, 1888.  Triplophysa chondrostoma ingår i släktet Triplophysa och familjen grönlingsfiskar. Inga underarter finns listade i Catalogue of Life.